# 金华快速公交
金华快速公交简称金华BRT，是浙江省金华市（市区）的快速公交系统。第一条线路于2015年2月12日投入运营。系统包括专用车站和快速公交专用车道，目前共有7条线路，全部由本土企业青年汽车生产的纯电动快速公交担当。线路开通后，由于其良好的效益被中华人民共和国交通运输部评为2015年度全国交通文明示范窗口。

## 历史
2012年浙江省人民政府启动全省治堵工程，提出公交优先的发展战略。随后金华市政府为响应省政府的号召，出台了《关于金华市区优先发展公共交通的实施意见》、《金华市区优先发展公共交通三年行动计划(2014~2016年)》，提出构建以轨道交通、快速公交为骨干，常规公交、公共自行车为主体，出租汽车为补充的一体化、多层次、多模式的市区公共交通体系。金华市政府于2014年上半年开始了快速公交系统的规划工作，并于同年11月开始了第一条线路的建设。

## 线路

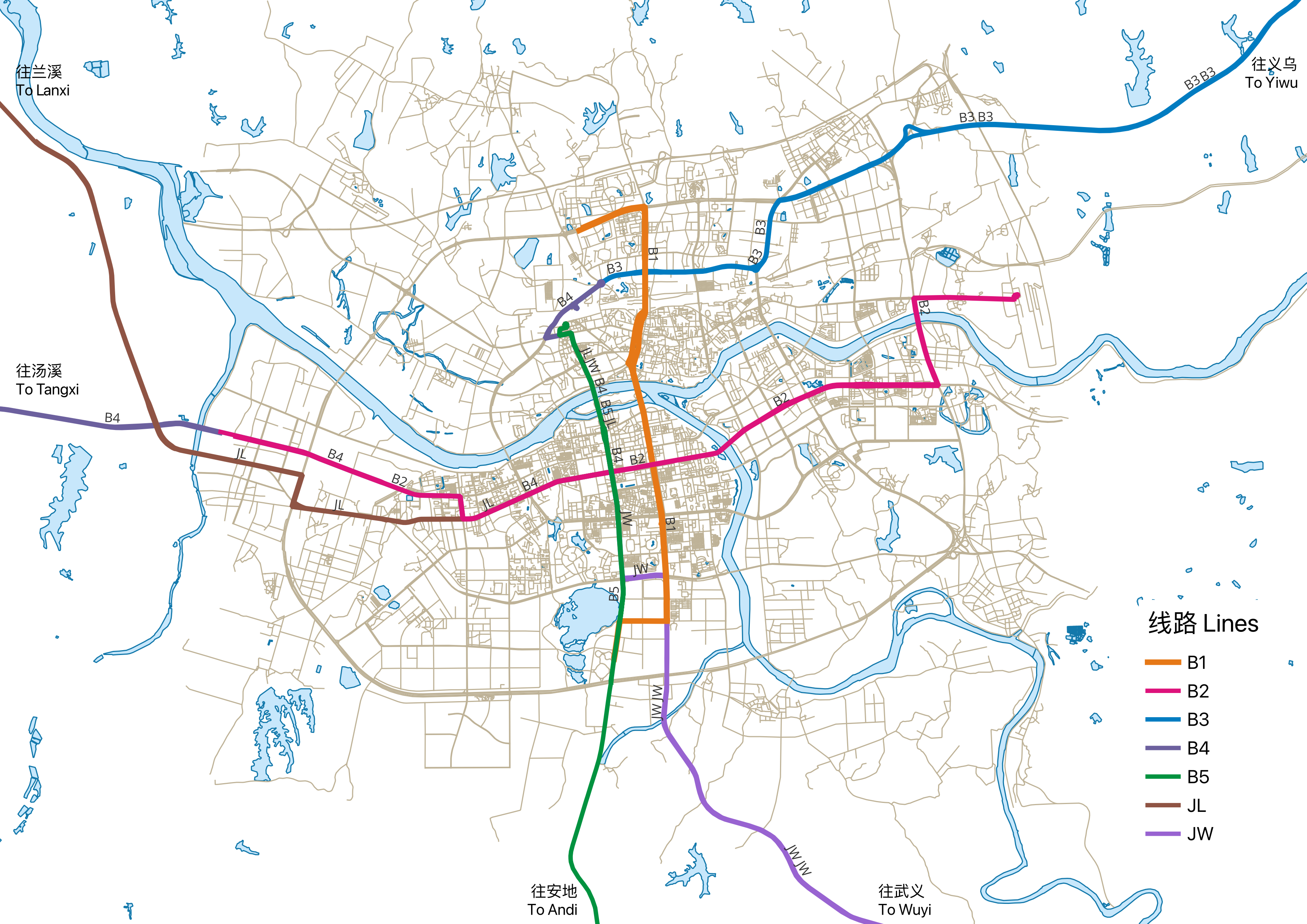
金华快速公交线路图

金华快速公交目前共有7条线路。

### 1号线
金华BRT1号线全长15.5公里，全线设17个车站（主线15个，支线2个，目前开通16个）。线路从浙师大公交站开始（支线从尖峰山公交站始发)，沿二环北路、迎宾大道、八一北街、八一南街、双龙南街到达金华体育中心，未来将延伸到苏孟公交站。线路于2014年11月开建，2015年2月12日主线投入试运营，2015年12月18日尖峰山支线开通。
整个建设内容包括3个BRT首末站、26个BRT站台，并对17个常规公交站点进行港湾式改造。系统特征为在道路两侧划设BRT（公交）专用道，BRT运行期间仅供公交车辆运行（BRT拥有优先通行权），此外部分路段设置有BRT专用信号灯。
金华BRT1号线是全国第一条纯电动车e-BRT公交线，投入运营的公交车为38辆青年汽车生产的纯电动公交车（12米34辆，18米4辆），发车间隔3-6分钟，每日超过200个班次，全程运行时间约30-35分钟，比传统公共汽车提速一倍以上。B1线全线共有9个车站提供9条普通公交线路与BRT之间的同台免费换乘。

### 2号线

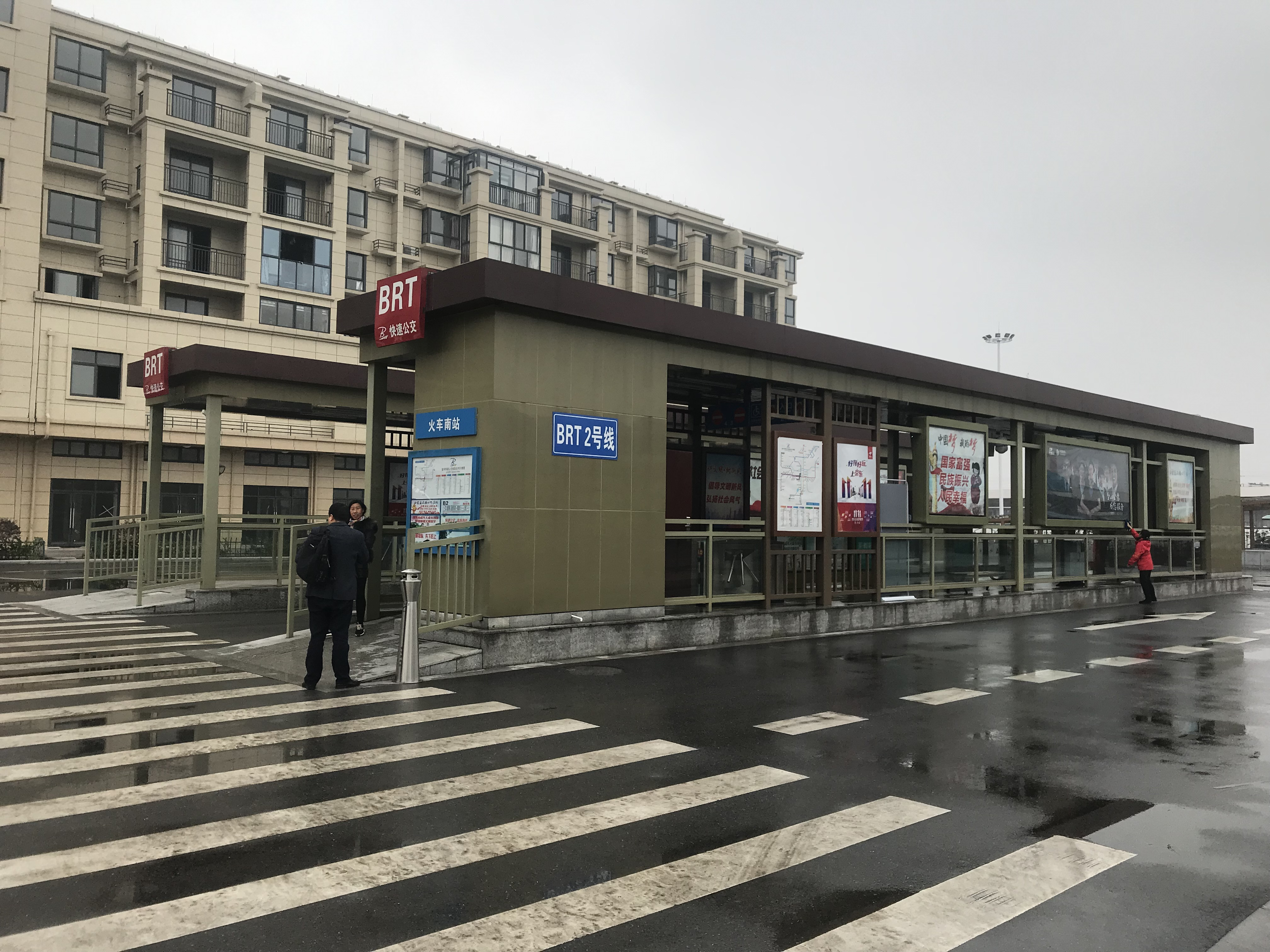
2号线终点站火车南站

金华BRT2号线全长22公里（支线23.8公里），全线设23个车站（主线21个，支线2个）。线路从金华南站开始，沿金瓯路、二环东路、李渔东路、李渔路到达婺城公交站（支线终点：缤虹星城）。线路于2015年9月开建，2015年12月26日投入运营。整个建设内容包括设21对中间站点，2个首末站，2个枢纽站。投入运营的公交车为36辆青年汽车生产的纯电动公交车，发车间隔5-10分钟，日均150个班次。

### 3号线

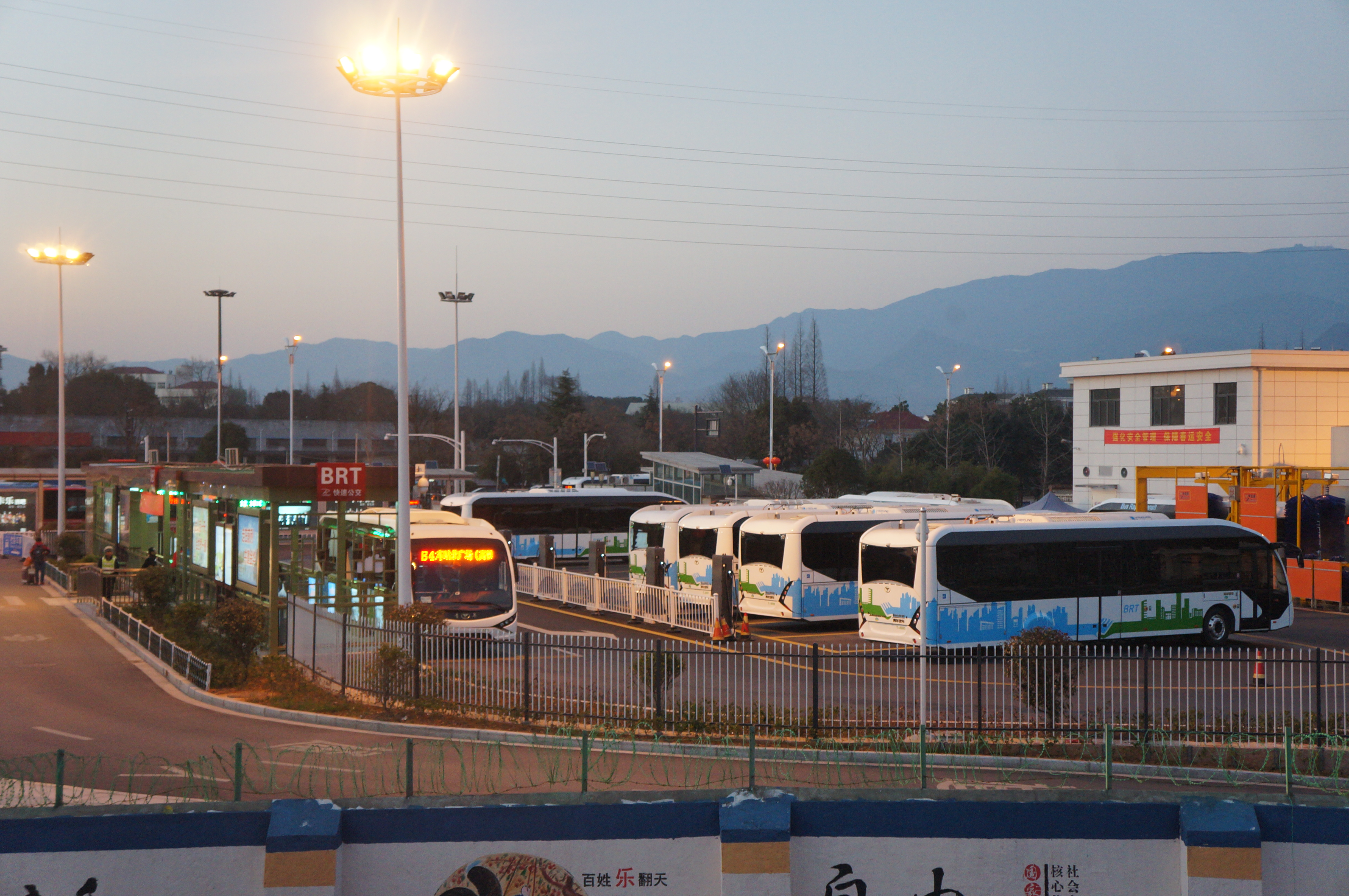
3号线和4号线列车在金华站北广场整备

金华BRT3号线全长62.8公里，全程设19个停靠站（初期开通9个）。线路从金华站北广场开始，沿金华环城北路、赤松路、二环北路、金义快速路、金港大道、至后祖村站，沿四海大道、义乌环城西路、西城路、银海路到达义乌国际商贸城。线路分为A线和B线，A线在驶经金义都市新区时停靠综合保税区，B线停靠菜鸟新城。线路于2016年7月21日开工，9月30日建成通车。
BRT3号线是一条城际公交线，由金华市公交集团有限公司和义乌恒风集团共同营运。线路发车间隔10～15分钟一班，运行时间90分钟；线路全程票价10元，可同时使用金华和义乌的公交卡。由于线路距离较远，对车辆性能要求较高，目前投入运营的公交车为50辆青年汽车生产的纯电动公交车：其中金华市公交集团有限公司和义乌恒风集团各25辆。

### 4号线
金华BRT4号线全长32公里，全程设17个站点。线路从金华站北广场开始，沿金华环城北路、双龙北街、双龙南街、李渔路、金衢路、金星北街、宾虹西路、虹戴公路、金西大道、白汤下公路、经发街到达位于汤溪镇的金西客运枢纽。线路于2016年7月21日开工，9月30日建成通车。
BRT4号线间隔8～15分钟一班，全程运行时间75分钟。线路由30辆青年汽车生产的纯电动公交车营运。

### 5号线

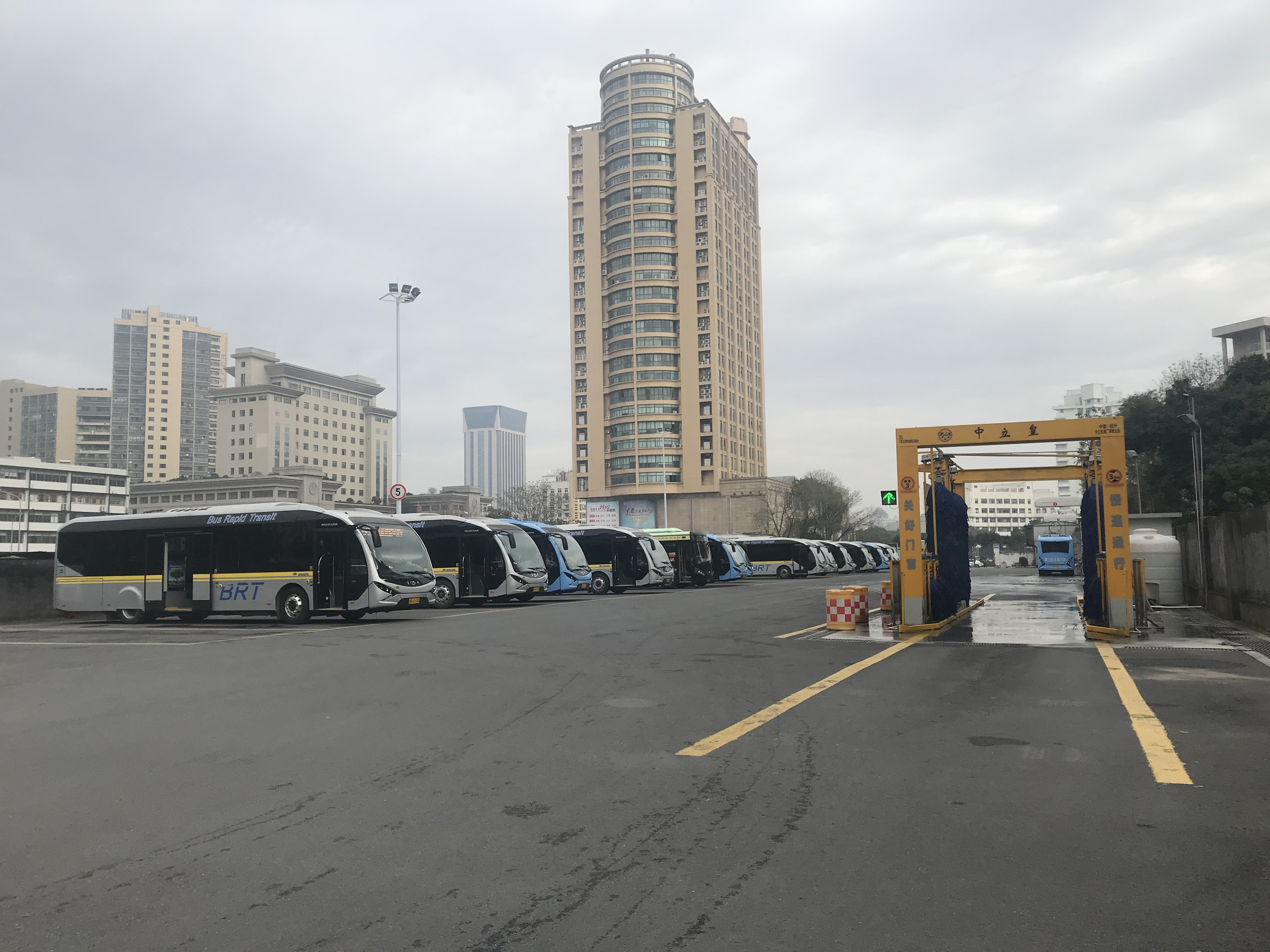
永康街临时首末站

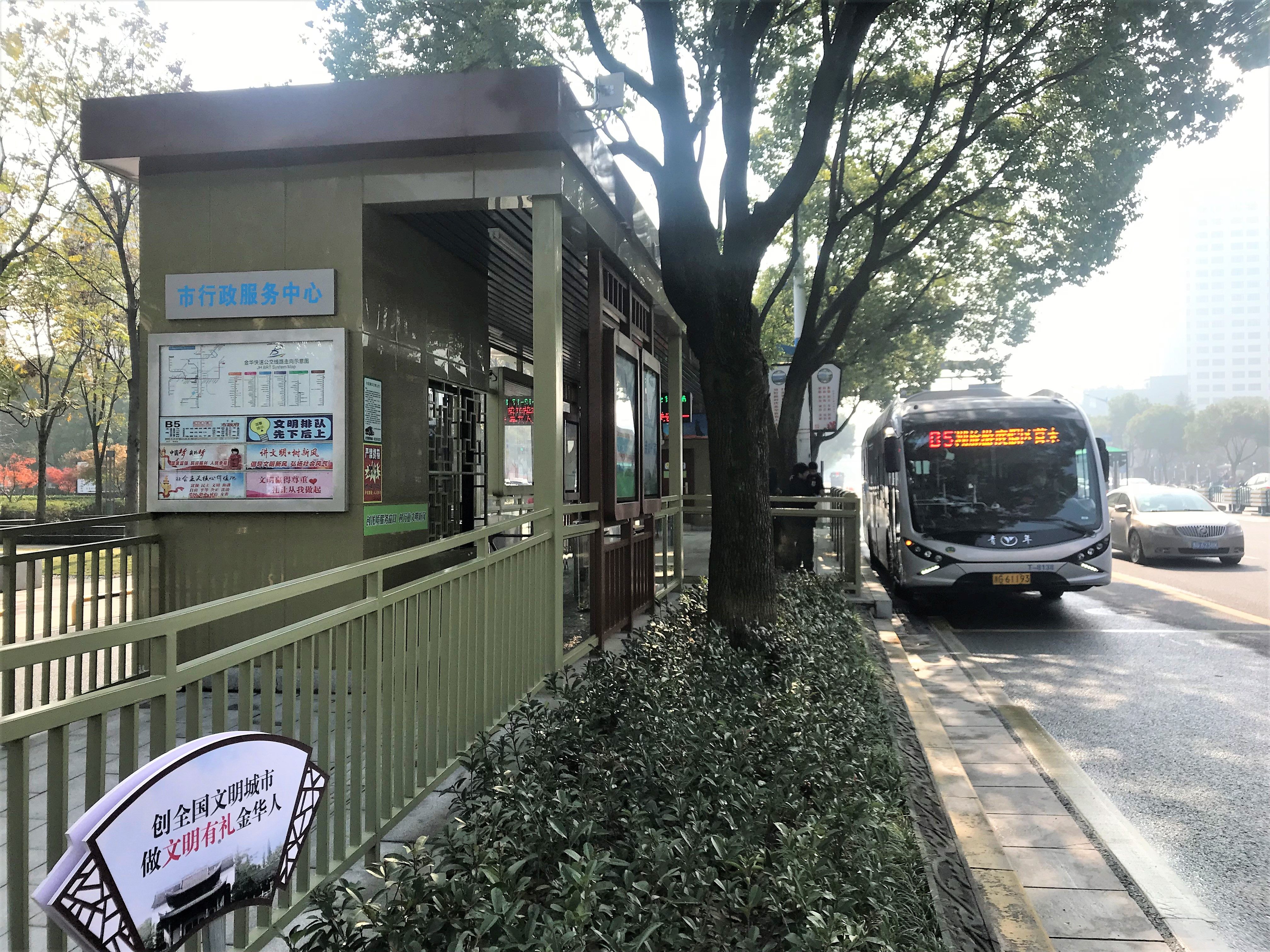
5号线市行政服务中心站

线路从金华站南广场开始，沿双龙北街、双龙南街、金安大道，至安地镇的仙源湖旅游度假区首末站，设14个中间站。
支线从市体育中心开始，设立合山头新村、金星南街纬二路口、金星南街纬五路口、新能源汽车小镇首末站，设4个站点。
BRT5号线间隔8～15分钟一班；支线固定班次。

### 金兰快线
线路由兰溪汽车西站始发，主要沿330国道行驶，经过马公滩、浙江师范大学行知学院、新周路口、沈村、郭塘、虹路、王路荡、白龙桥、怡村、姜山头、金衢路秋涛街口、李渔路环城西路口、李渔路婺州街口、金华市政府到金华永康街临时终点站，2019年4月10日起经双龙南街延伸至金华站南广场。线路与BRT2号线、4号线共用李渔路婺州街口、李渔路环城西路口、金衢路秋涛街口等3对站点，可同台购票换乘2号线前往铁路金华南站；也可以在金华市政府与BRT4号线、5号线同台免费换乘。.
配车12辆，金华和兰溪各提供6部。间隔为15~20分钟。

### 金武快线
线路起点设在铁路金华站南广场，沿线停靠双龙南街双溪路口、市行政服务中心、新农贸市场、后山村、金武路南二环路口、金武路BRT首末站、新畈、汪家、宝华村、麻车、上朱村、里前大梅湾、杨岸、上松线互通、金武公路站、金武路莹乡路口、银湖花园，终点为武义公交总站。
每隔15~30分钟一班。

## 车票
金华快速公交所有站点均设有进出站闸机，乘客购票后方可进站乘车。其中1、2、5号线票价2元人民币，乘客仅在进站时进行验票扣款，出站无需验票。3、4号线采用阶梯式票价，价格根据距离从2-10元人民币不等，乘客进出站时均需通过闸机验票。
除了在售票口现金购票之外，金华快速公交还支持通过微信公众号平台购票、金华行App平台购票、使用交通卡乘车等方式。持有交通卡、使用金华行App的乘客可享受一定的折扣优惠。